# Крокос, Владимир Иванович
Владимир Иванович Крокос (14 [26] июня 1889, Одесса, Херсонская губерния — 28 ноября 1936, Одесса) — российский и украинский учёный-геолог, палеонтолог, доктор геолого-минералогических наук (1927), профессор. Специалист по геологии четвертичных отложений. Усовершенствовал методику изучения лёссов и разработал схему их стратиграфического расчленения и районирования. Проводил гидрогеологические исследования и изучил почвы на юге Украины.

## Биография
Родился 14 (26) июня 1899 в городе Одесса, Херсонская губерния, Российская империя в семье священника.

### Образование
Начальное образование получил в Одесской гимназии (гимназия), которую окончил с серебряной медалью в 1907 году.
В 1912 году окончил, с дипломом первой степени, естественно-историческое отделение физико-математического факультета Новороссийского университета в Одессе.
Учился и работал под руководством профессора А. И. Набоких. Среди его учителей были профессора: В. Д. Ласкарев, И. П. Хоменко, А. К. Алексеевым, А. Н. Криштофович, Н. А. Григорович-Березовский.

### Научная и педагогическая работа
Был избран на должность сверхштатного лаборанта при Геологическом кабинете университета, с 1914 года — младший ассистент кабинета.
В 1922 году начал читать в Одесском институте народного образования доцентский курс «Четвертичные отложения Украины». Читал также в одесских средних и высших учебных заведениях курсы: «Полезные ископаемые», «Мипералогия и геология», «Теория неорганической эволюции», «Почвоведение» (1921—1926).
В 1925—1927 годах состоял профессором минералогии и геологии Одесского сельскохозяйственного института, заведующий кафедрой геологии и почвоведения.
В 1927 году защитил в Киеве диссертацию на докторскую степень по теме «Материалы для характеристики четвертичных отложений восточной и южной Украины», где описал более 400 разрезов четвертичных отложений. Был избран профессором Киевкого института народного образования по кафедре «Геология и палеонтология».
После этого, по приглашению академика П. А. Тутковского вместе с женой Валентиной Ивановной переехали в Киев. Заведовал палеонтологическим отделом Геологического института Академии Наук УССР. С 1928 года сотрудничал с Украинским отделением Геологического комитета (Укргеолком).
В 1933 году занял кафедру геологии и палеонтологии Киевского института народного образования (Киевского университета), работал в должности профессора кафедры геологии и палеонтологиигеологии и почвоведения, одновременно работал и в Киевском горном институте.
С 1933 года — декан геолого-географического факультета Киевского университета.
В 1931—1935 годах применил альпийскую стратиграфическую схему при изучении лёссовой формации внеледниковых областей УССР. Выделил в четвертичной «серии» 6 ярусов лёссов и 5 горизонтов ископаемых почв (палеопочвоведение), присвоив им местные названия, и сопоставил их с ледниковыми и межледниковыми горизонтами Швейцарии (по схеме П. Бека). Такой детальной стратиграфической схемы лёссов в те годы в Западной Европе ещё не было.
Параллельно с исследованиями четвертичных отложений занимался палеонтологическими исследованиями. В 1913, 1915, 1934—1936 годах руководил палеонтологическими раскопками ископаемых млекопитающих в Бессарабии и на юге Украины.
Автор научно-популярных книг и учебников по палеонтологии (Ч. 1 — Беспозвоночные, 1931; Ч. 2 — Позвоночные, 1936).
Неоднократно был отмечен как «лучший ударник» Академии Наук УССР, Киевского университета и Украинского геолого-разведочного треста.

### Последние годы жизни
Скончался 28 ноября 1936 года в городе Одесса:

«Смерть постигла В. И. на трудовом посту, во время палеоптологических раскопок в окрестностях г. Одессы, куда 3 ноября 1936 г. В. И. был командирован Геологическим институтом Академии Наук УССР. 26 ноября на месте раскопок В. И. почувствовал большую слабость и утомлеппость и после непродолжительной болезни умер в одесской больпице в ночь 27-28 ноября, на 48-м году жизни».
По другим данным: В начале ноября 1936 года был вызван в НКВД в городе Киев. Несмотря на позднюю осень, собрался и уехал в экспедицию в Одессу, где, как предполагается, покончил с собой в конце ноября. Заключение экспертизы, составленное спустя почти полтора месяца, определило смерть как «внезапную», умолчав об обнаружении при осмотре квартиры флакона, сохранившего запах эфира.
Был похоронен в городе Киев, Байково кладбище. На могильном камне написано:

«Владимир Иванович Крокос, профессор Киевского университета и АН УССР, доктор геологии 25.6 — 1936 28.11. Твой образ светлый через жизнь Мы в сердцах пропели»

## Членство в организациях
- Комиссия по изучению четвертичного периода
- Научное общество имени Тараса Шевченко.

## Труды
Автор более 80 научных и научно-популярных публикаций.
В 1922—1923 годах печатал рецензии и статьи в одесском издательстве «Коммунист» под псевдонимом «Захар».
- Четвертинні поклади Одеського району/ В. І. Крокос// Українські геологічні вісті. — 1924. — № 2. — С. 1- 10.
- Изучение радиоактивности почв Украины/ В. И. Крокос.// Почвоведение. — Москва, 1925. — Т. 20, № 3. — С. 1 — 2.
- Ископаемые почвы Одесщины/ В. И. Крокос// Вісник Одеської комісії краезнавства. — 1925. — Ч. 2—3. — С. 40 — 45.
- Возраст Летнчевской низменности/ В. И. Крокос// Записки Одесского общества естествоиспытателей. — 1928. — Т. 44. — С . 155—169.
- К вопросу о номенклатуре четвертичных отложений Украины/В. И. Крокос// Доклады Академии Наук СССР. — 1934. — Т. II, № 8. — С. 500—506.